# Морантов плавац
Морантов плавац (лат. Lepidochrysops hypopolia, енгл. Morant's blue) је врста инсекта из реда лептира (Lepidoptera) и породице плаваца (Lycaenidae).

## Распрострањење
Ареал врсте је био ограничен на једну државу, ЈАР.

## Угроженост
Ова врста је изумрла, што значи да нису познати живи примерци.